# Маттео Кастеллі

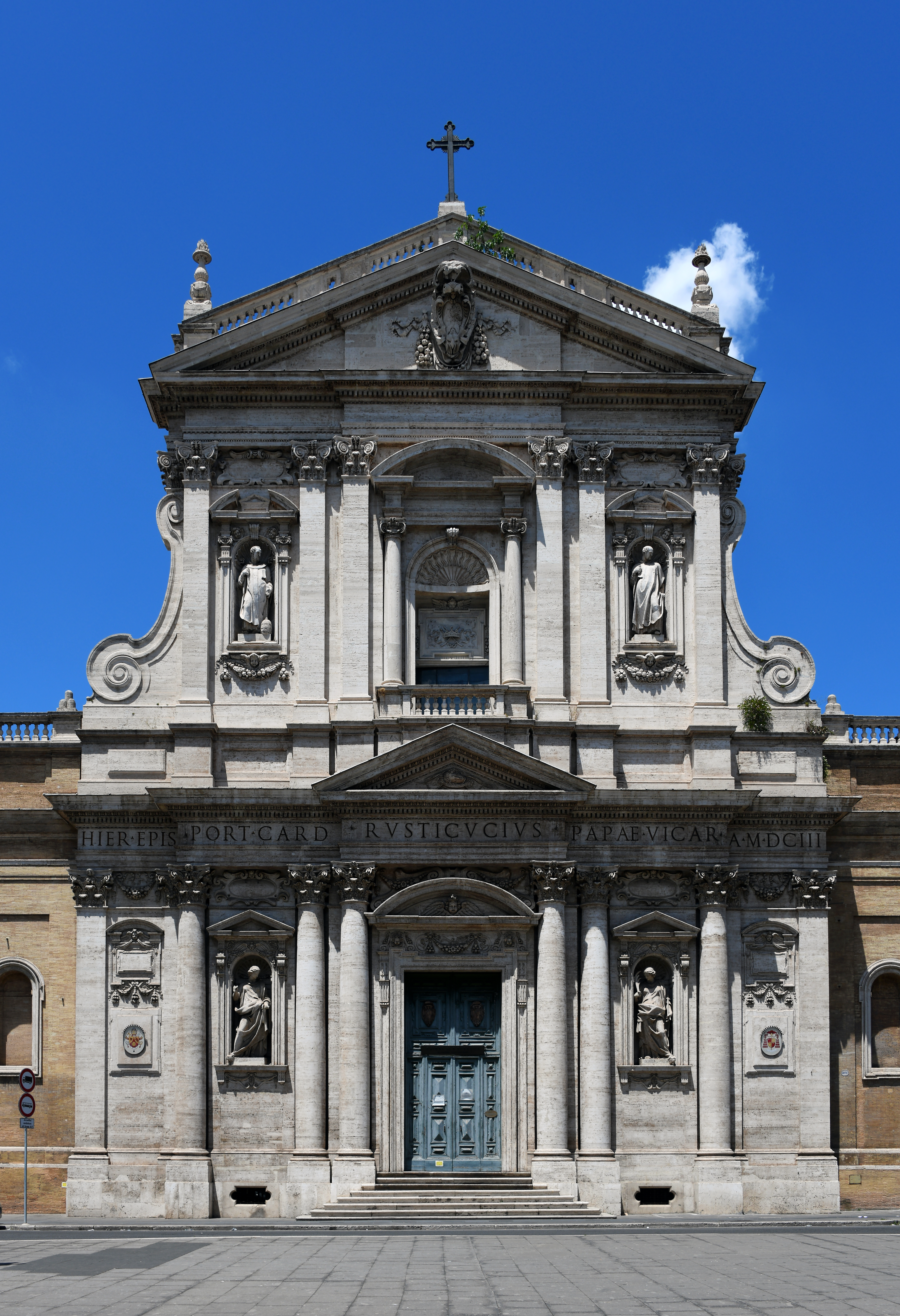
Фасад церкви святої Сусанни в Римі.

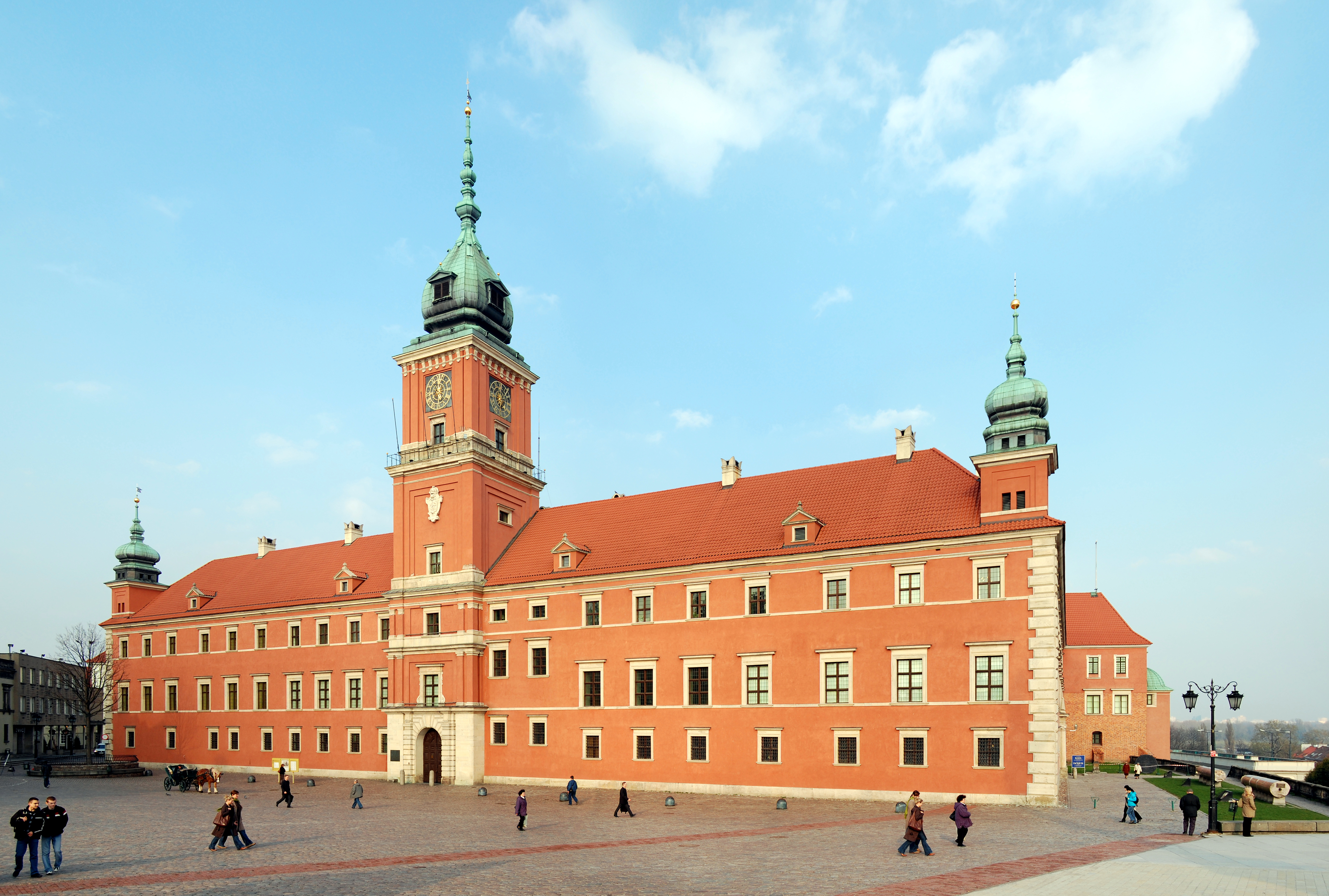
Королівський замок у Варшаві.

Маттео Кастеллі (італ. Matteo Castelli; бл. 1555—1632) — швейцарський архітектор. До внеску Кастеллі можна віднести: костел Св. Петра і Павла у Кракові (1613—1619, єдиний храм на північ від Альп у стилі римського бароко), княжу каплицю родини Збараських у домініканському костелі (1627—1629) та вівтар в соборі св. Станіслава, також каплиця св. Казимира у вільнюському соборі (1626—1636), палац Уяздовських і королівська резиденція під Варшавою.

## Вибрані твори

### Рим
- фасад Санта-Сусанни (у співпраці з Франческо Россі, за планами Карло Мадерно), 1597—1603[5]
- Капела Барберіні в Сант-Андреа-делла-Валле (співпраця з Карло Мадерно)
- Палаццо-Маттеї (співпраця з Карло Мадерно)

### Флоренція
- Капела Ручеллаї

### Польща та Литва
- Королівський замок у Варшаві (перебудова)
- Уяздовський замок у Варшаві (співпраця з Джованні Тревано) 1624 р.
- Каплиця Святого Казимира у Вільнюсі